# بننسز
بننسز (به فرانسوی: Bénonces) یک کمون در کشور فرانسه است که در canton of Lhuis واقع شده‌است.

## خصوصیات
بننسز ۱۵٫۳۳ کیلومترمربع مساحت و ۲۸۰ نفر جمعیت دارد و ۴۸۸ متر بالاتر از سطح دریا واقع شده‌است.